# Liste der Kulturdenkmale in Zschorlau

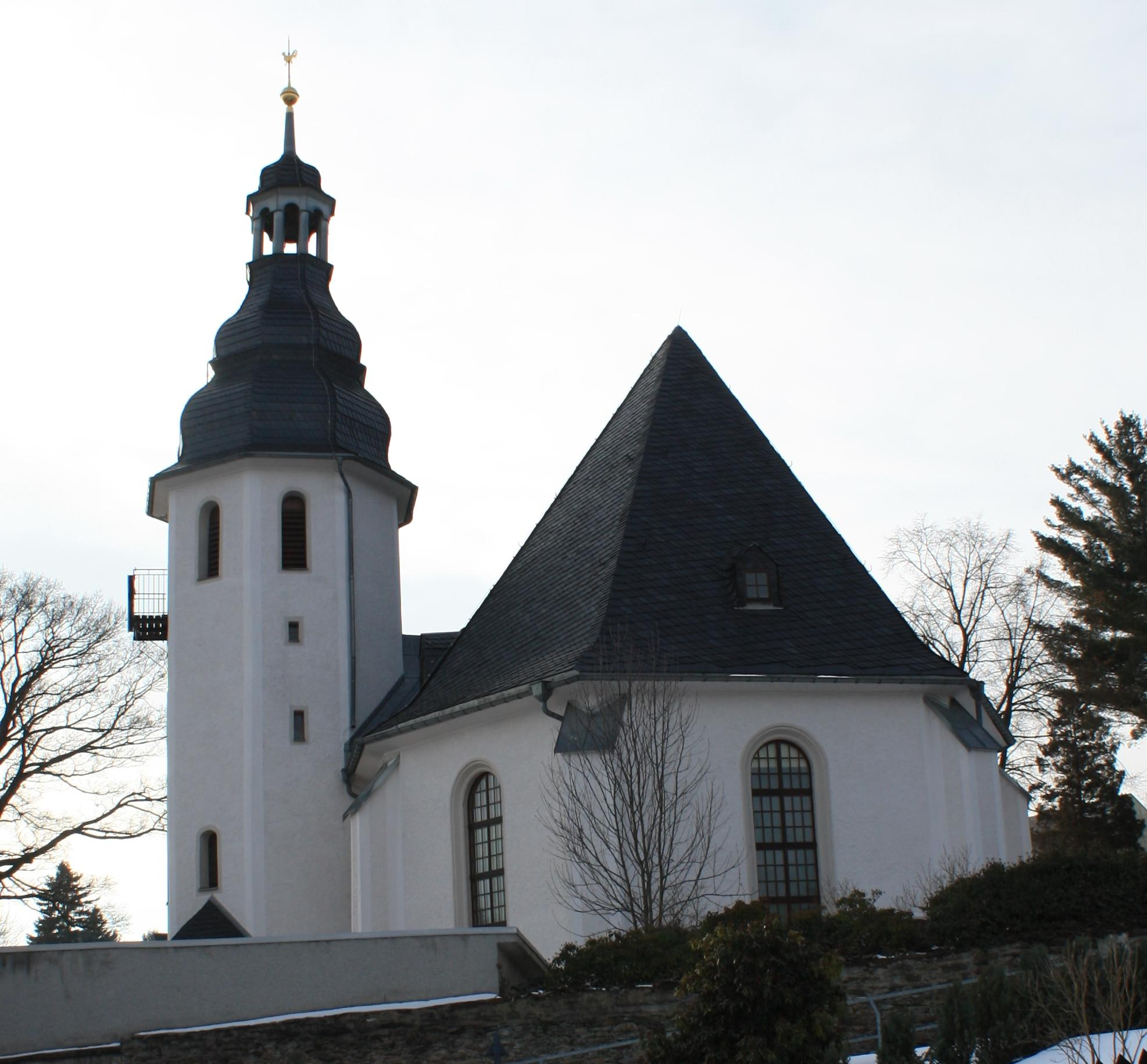
Kirche in Zschorlau

Die Liste der Kulturdenkmale in Zschorlau enthält die Kulturdenkmale in Zschorlau.
Diese Liste ist eine Teilliste der Liste der Kulturdenkmale in Sachsen.

## Legende
- Bild: Bild des Kulturdenkmals, ggf. zusätzlich mit einem Link zu weiteren Fotos des Kulturdenkmals im Medienarchiv Wikimedia Commons. Wenn man auf das Kamerasymbol klickt, können Fotos zu Kulturdenkmalen aus dieser Liste hochgeladen werden:
- Bezeichnung: Denkmalgeschützte Objekte und ggf. Bauwerksname des Kulturdenkmals
- Lage: Straßenname und Hausnummer oder Flurstücknummer des Kulturdenkmals. Die Grundsortierung der Liste erfolgt nach dieser Adresse. Der Link (Karte) führt zu verschiedenen Kartendiensten mit der Position des Kulturdenkmals. Fehlt dieser Link, wurden die Koordinaten noch nicht eingetragen. Sind diese bekannt, können sie über ein Tool mit einer Kartenansicht einfach nachgetragen werden. In dieser Kartenansicht sind Kulturdenkmale ohne Koordinaten mit einem roten bzw. orangen Marker dargestellt und können durch Verschieben auf die richtige Position in der Karte mit Koordinaten versehen werden. Kulturdenkmale ohne Bild sind an einem blauen bzw. roten Marker erkennbar.
- Datierung: Baubeginn, Fertigstellung, Datum der Erstnennung oder grobe zeitliche Einordnung entsprechend des Eintrags in der sächsischen Denkmaldatenbank
- Beschreibung: Kurzcharakteristik des Kulturdenkmals entsprechend des Eintrags in der sächsischen Denkmaldatenbank, ggf. ergänzt durch die dort nur selten veröffentlichten Erfassungstexte oder zusätzliche Informationen
- ID: Vom Landesamt für Denkmalpflege Sachsen vergebene, das Kulturdenkmal eindeutig identifizierende Objekt-Nummer. Der Link führt zum PDF-Denkmaldokument des Landesamtes für Denkmalpflege Sachsen. Bei ehemaligen Kulturdenkmalen können die Objektnummern unbekannt sein und deshalb fehlen bzw. die Links von aus der Datenbank entfernten Objektnummern ins Leere führen. Ein ggf. vorhandenes Icon  führt zu den Angaben des Kulturdenkmals bei Wikidata.

## Zschorlau
| Bild                                    | Bezeichnung | Lage                                                               | Datierung                  | Beschreibung | ID       |
| --------------------------------------- | --- | ------------------------------------------------------------------ | -------------------------- | --- | -------- |
|                                         | Sachgesamtheitsbestandteil der Sachgesamtheit Schneeberger Floßgraben, mit Rechenhaus, Floßgraben und Floßgrabensteig in den Gemeinden Zschorlau (OT Zschorlau, OT Albernau), Aue (Gemarkungen Aue und Auerhammer) und Bad Schlema (OT Bad Schlema), davon gehören zum Teilabschnitt Zschorlau, OT Zschorlau: der Sachgesamtheitsteil Floßgraben mit Floßgrabensteig (siehe auch Sachgesamtheit in der Gemeinde Zschorlau, OT Albernau – Obj. 09301527) | (Karte)                                                            | 1556–1559                  | Die Schneeberger Schmelzhütten und Bergwerke waren, nachdem Brenn- und Bauholz aus der unmittelbaren Umgebung bereits knapp wurde, auf den teuren Holztransport mit Fuhrwerken aus entfernter gelegenen Waldgebieten angewiesen. Um die Transportkosten langfristig zu senken, kam es auf Grundlage der Vermessungsarbeiten des Markscheiders Christoph Kuntzmann zwischen 1556 und 1559 zum Bau eines über 15 km langen Floßgrabens von der Zwickauer Mulde bei Albernau bis Oberschlema. Ab 1560 wurde das benötigte Holz im wasserreicheren Frühjahr und Herbst aus den Wäldern der Auersbergregion nahe Eibenstock über die Zwickauer Mulde und den am linken Muldentalhang weitergeführten Floßgraben nach Oberschlema getriftet. Am dortigen Zechenplatz zwischengelagert, gelangte es anschließend mit Hilfe von Fuhrwerken nach zu den Abnehmern in Schneeberg. Zudem diente das Grabenwasser auch zur Beaufschlagung der Wasserräder nahegelegener Mühlen, Hammerwerke und anderer Gewerke, später auch zur Brauchwasserversorgung von Fabriken. Der Floßgraben ist heute trotz einiger Veränderungen durch Sanierungsmaßnahmen etwa im Jahr 1935 und ab 1991 oder durch seine Verkürzung durch den Wismutbergbau in Bad Schlema ein bedeutendes Zeugnis der zeitgenössischen Markscheidekunst und Holzwirtschaft. Aufgrund seiner Rolle zur Versorgung der Schneeberger Hütten- und Bergwerke sowie der Stadt Schneeberg selbst mit Brenn- und Bauholz ist der Floßgraben von bergbaugeschichtlicher, technikgeschichtlicher und regionalgeschichtlicher Relevanz. Schneeberger Floßgraben, auch Schlemaer oder Auer Floßgraben genannt: Zwecks Holzflößerei angelegter Kanal zwischen Albernau und Schlema (Versorgung der Schneeberger Hütten- und Bergwerke mit Feuer- und Grubenholz, später zur Beaufschlagung verschiedener Mühlen sowie zur Brauchwasser nahegelegener Fabriken genutzt), angelegt zwischen 1556 und 1559, von der Zwickauer Mulde am Wehr beim Rechenhaus bei Albernau unweit von Bockau abzweigend (Rechenhaus 1559 als Wohnhaus des Floß- und Rechenmeisters erbaut, dort 1844 steinernes Wehr als Ersatz eines hölzernen errichtet, durch Hochwasser 1954 zerstört und nur noch in Resten erhalten), künstlicher Kanal mit parallelem Floßgrabensteig (Bediensteig für die Grabensteiger zwecks Kontrolle/Wartung und für die Flößerknechte während der Holztrift) von 15,3 Kilometer Länge und 1–1,5 Meter durchschnittlicher Breite (ursprünglich 1,8–2 Meter), Gefälle 1:220 Meter, verläuft am linken Muldenhang, überquert den Zschorlaubach mittels neu errichtetem Fluter sowie den Eisenbahntunnel der später erbauten Eisenbahnstrecke Schwarzenberg–Zwickau, zum Teil mit befestigtem Uferbereich aus Granitquadern, Ziegel oder Bruchstein, teils auch Beton, mit zahlreichen Überbrückungen zu Privatgrundstücken, noch heute Wasser führend, allerdings am Anfang und Ende nicht mehr der ursprünglichen Form entsprechend, ursprüngliches Ende beim Zechenplatz in Oberschlema, wurde hier durch Wismut-Uranbergbau unterbrochen, nach Sanierung des Deformationsgebietes Neuanlage des weiteren Grabenverlaufs durch den Kurpark, mündet heute mit einem Höhenunterschied von 70 m in den Schlemabach, in zirka 200 Meter Entfernung beim Zugang vom Unteren Weg zum Floßgraben in den Fels eingeschlagene Jahreszahl „1746“ erkennbar, diente als Marker zur Unterteilung des Floßgrabens in Abteilungen (vergleiche einen Grundriss vom Schneebergischen Flößgraben aus dem Jahr 1795: vorderer Floßgraben – „Oberschlemm bis zum Zschorlauer Wehr“, mittlerer Graben – „Zschorlauer Wehr bis zur Jahreszahl“, hinterer Floßgraben – „Jahreszahl bis zum Fassungspunkt“). | 09301529 |
| Weitere Bilder                          | Wegestein | Einmündung Albernauer Hauptstraße in Albernauer Landstraße (Karte) | bezeichnet 1840            | An einer alten Wegekreuzung ein zirka 1,75 Meter hoher Granitpfeiler mit pyramidaler Spitze und eingearbeitete Beschriftung: „nach Zschorlau“, „nach Albernau“ und „nach Bockau“, als Zeugnis der historischen Verkehrserschließung, ortsgeschichtlich von Bedeutung. | 08958567 |
|                                         | Kirche (mit Ausstattung), Kirchhof mit Aufbahrungshalle und Einfriedung | August-Bebel-Straße (Karte)                                        | 1652                       | Die Saalkirche mit polygonalem Chorschluss und Südturm ist ein wesentliches Ensemble der alten Ortsstruktur mit baugeschichtlicher und ortshistorischer sowie ortsbildprägender Relevanz. Der ältere, vordere Teil des Friedhofs ist ummauert mit einer Mauer aus zum Teil grobem Natursteinmauerwerk, unverputzt. | 08958514 |
| Weitere Bilder                          | Schule | August-Bebel-Straße 35 (Karte)                                     | 1894–1895, bezeichnet 1894 | Ein charakteristischer Klinkerbau des Historismus mit bauhistorischem und ortsgeschichtlichem Wert. Über einem hohen Polygonal-Granitmauerwerk-Sockel ein zweigeschossiger Klinkerbau mit flachem Mittelrisalit unter einem Ziergiebel, die historistische Fassadengliederung durch Gurtbänder und -gesimse, Deutsches Band, Sandsteinfenstergewände. Der Haupteingang mit Sandsteinädikula, stichbogige Fensterstürze in alternierenden Klinkerfarben, Schlusssteine und dekorative Metallzuganker. Ein späterer Dachausbau mit langen Schleppgaupen, Satteldach. | 08958523 |
| Direkt Bild zu diesem Denkmal hochladen | Wohnhaus | August-Bebel-Straße 38 (Karte)                                     | Ende 18. Jahrhundert       | Das Obergeschoss traufseitig mit verputztem Fachwerk, ein Zeugnis ländlicher Architektur mit bauhistorischer Bedeutung. Über einem hohen Bruchsteinsockel ein massives Erdgeschoss mit zum Teil Granit-Fenstergewänden, das Obergeschoss teilweise noch Fachwerk mit traufseitigen Fenstern in originaler Größe. Das Dach als Schiefersatteldach, die Baunaht in der Mitte der Giebelseite lässt flächenmäßige Verdopplung des Hauses unter neuem Dachstuhl denkbar erscheinen. | 08958544 |
| Weitere Bilder                          | Ehemaliges Pfarrhaus, heute Wohnhaus | August-Bebel-Straße 44 (Karte)                                     | bezeichnet 1672            | Das Obergeschoss als Fachwerk mit Andreaskreuzen über reich profilierter Schwelle, als Bestandteil des Ensembles um die Kirche von großer baugeschichtlicher und ortsgeschichtlicher Bedeutung. Ein hohes Erdgeschoss massiv und verändert, zum Teil steinerne Fenstergewände, das Obergeschoss Fachwerk, verputzt. Mit Andreaskreuzen über einer reich profilierten Schwelle mit Stirnbrettern, dort ist eine Datierung eingeritzt, stichbogige Fenster, zum Teil gedoppelt. Die profilierte Traufe mit konsolartigen Stirnhölzern, die Giebel verkleidet, ein steiles Schiefersatteldach, Datierung in der Schwelle im Obergeschoss: „1672“ und „CGCHHC“. | 08958515 |
| Direkt Bild zu diesem Denkmal hochladen | Wohnhaus | August-Bebel-Straße 46 (Karte)                                     | 1. Hälfte 19. Jahrhundert  | Das Obergeschoss Fachwerk verbrettert, als Teil der ländlichen Ortsstruktur um die Kirche von bauhistorischer Bedeutung. Das Erdgeschoss massiv und verändert, ein geohrter Türstock aus Granit mit Schlussstein, das Obergeschoss Fachwerk verbrettert, die Fenster leicht vergrößert, Giebel verbrettert, das Dach als Satteldach. | 08958527 |
|                                         | Pfarrhaus | August-Bebel-Straße 48 (Karte)                                     | um 1905                    | Ein einfaches Zeugnis der Dorferneuerung um 1900 mit ortshistorischer Bedeutung. Über einem granitverkleideten Hangsockel ein zweigeschossiger Massivbau mit einfacher Putzgliederung durch glatte Ecklisenen, kunststeinerne Fenstergewände, Giebel mit Zierfachwerk, ein weites verschiefertes Krüppelwalmdach, mit stehenden Dachgaupen, hölzernem Vordach. Die Haustür aus der Bauzeit des Gebäudes. | 08958522 |
| Direkt Bild zu diesem Denkmal hochladen | Wohnhaus, mit Einfriedung | August-Bebel-Straße 56 (Karte)                                     | um 1908                    | Ein villenartiger Putzbau unter Jugendstileinflüssen, mit bauhistorischer und ortsbildprägender Qualität. Über einem granitquaderverkleideten Hangsockel ein zweigeschossiger Putzbau, Gliederung durch genutete Ecklisenen, blau glasierte Zierfliesen, gusssteinerne Archivolten über den Erdgeschoss-Fenstern, jugendstilige Brüstungsfelder und bauzeitliche Zierverglasung am linken, flachen Standerker. Ein zweiachsiges Zwerchhaus unter einem Schweifgiebel mit Jugendstilrelief mit Maskaron, Mansarddach. Die Einfriedung über einem Granitsockel mit jugendstiligen Metallgitter-Elementen. | 08958512 |
| Direkt Bild zu diesem Denkmal hochladen | Wohnhaus | August-Bebel-Straße 58 (Karte)                                     | bezeichnet 1908            | Ein villenartiger Putzbau im strengen Jugendstil, von bauhistorischer Relevanz. Über einem Granitquader-Hangsockel ein zweigeschossiger Putzbau, eine genutete Eckquaderung mit jugendstiligen Kapitellen, Spiegelfelder in Kammzugputz und mit barockisierendem Quetschstuck. Zwei flache Standerker, gerundet und oktogonal verbrochen und mit Welscher Haube, das Dach als Mansarddach. | 08958511 |
| Direkt Bild zu diesem Denkmal hochladen | Wohnstallhaus eines Zweiseithofes | August-Bebel-Straße 91 (Karte)                                     | um 1814, laut Besitzer     | Das Obergeschoss Fachwerk verkleidet, als Bestandteil der älteren dörflichen Bebauung von bauhistorischem Wert. Das Erdgeschoss massiv, Fenster und Türen verändert, das Obergeschoss Fachwerk verbrettert, die Fenster in historischer Größe, Satteldach. | 08958556 |
| Direkt Bild zu diesem Denkmal hochladen | Wohnhaus eines Zweiseithofes | August-Bebel-Straße 98 (Karte)                                     | bezeichnet 1749            | Das Obergeschoss Fachwerk verbrettert, stattlicher Teil der historischen bäuerlichen Siedlungsstruktur, von baugeschichtlichem Wert. Das Erdgeschoss massiv und verändert, das Obergeschoss Fachwerk über profilierter Schwelle mit Stirnhölzern, verbrettert. Die Fenster leicht vergrößert, die Giebel verschiefert, ein Schiefersatteldach mit zwei Reihen stehender Gaupen. | 08958555 |
| Weitere Bilder                          | Straßenbrücke über den Zschorlaubach | Brauhausstraße 1 (bei) (Karte)                                     | bezeichnet 1811            | Die Steinbogenbrücke ist ein Zeugnis der historischen Erschließung Zschorlaus mit verkehrsgeschichtlicher Bedeutung. Eine einfache einbogige Steinbogenbrücke, aus Granitquadern, leicht ausgearbeitete Schlusssteine, bezeichnet mit „1811“, die Geländer modern. | 08958545 |
| Direkt Bild zu diesem Denkmal hochladen | Wohnhaus | Brauhausstraße 12 (Karte)                                          | Mitte 19. Jahrhundert      | Das Obergeschoss Fachwerk als zeittypisches Beispiel der dörflichen Bebauung mit bauhistorischem Wert. Das Erdgeschoss massiv, Graupelputz, das Obergeschoss Fachwerk verbrettert, die Fenster in historischer Größe, die Giebel verbrettert. Das Dach als Satteldach. | 08958552 |
| Direkt Bild zu diesem Denkmal hochladen | Häuslerhaus | Eibenstocker Straße 9 (Karte)                                      | 1. Hälfte 19. Jahrhundert  | Als Teil der alten Dorfstruktur durch seine Größe singulär im Ortsgebiet von sozialgeschichtlicher Bedeutung. Das Erdgeschoss massiv, die Fenster mit Putzfaschen leicht vergrößert, das Obergeschoss Fachwerk verbrettert, gesägte Fensterumrandungen, ein verschiefertes Satteldach. | 08958553 |
| Direkt Bild zu diesem Denkmal hochladen | Wohnhaus eines Bauernhofes | Fischergasse 6 (Karte)                                             | 1848, laut Besitzer        | Ein zeittypisches Beispiel bäuerlicher Fachwerkbauweise, als Teil der alten Dorfstruktur mit bauhistorischer Bedeutung. Das Erdgeschoss massiv und verändert, die Fenster vergrößert, im Obergeschoss Fachwerk verbrettert und verschiefert, die Fenster leicht vergrößert, Giebel verschiefert, hangseitig ein großer Zwerchgiebel mit Bergetür. | 08958538 |
| Weitere Bilder                          | Wohnhaus (Umgebinde) eines ehemaligen Zweiseithofes | Friedensstraße 1 (Karte)                                           | bezeichnet 1681            | Ein für die Region seltenes Umgebindehaus als Teil der bäuerlichen Siedlungsstruktur baugeschichtlich von hoher Bedeutung. Im Erdgeschoss Umgebinde rechts der Tür 2/2 Joche, Rähm mit Schiffchenkehlung, sonst massiv, die Fenster mit Putzfaschen, eine segmentbogige Tür mit Schlussstein bezeichnet „2000“, im Innern eine Balkendecke der ehemaligen Blockstube, Obergeschoss Fachwerk über profilierter Schwelle mit Stirnbrettern, Feuerböcke erneuert, profilierte Traufe, Schiefersatteldach mit stehenden Dachgaupen, auf der Rückseite vorkragender Erker, verbrettert, Giebel verbrettert. | 08958549 |
| Direkt Bild zu diesem Denkmal hochladen | Zickzack-Brennofen und Ziegeltrockenschuppen einer ehemaligen Ziegelei | Karlsbader Straße 1 (Karte)                                        | nach 1900                  | Als Zeugnisse der industriellen Entwicklung Zschorlaus mit technikgeschichtlicher Bedeutung. - Sogenannter Zickzack-Brennofen als Sonderform des Ringbrennofens: Ziegelkonstruktion mit geböschten Außenflanken, segmentbogige Einfahröffnungen zu der im Grundriss mehrfach abgewinkelten, aber durchgehenden Brennkammer (diese gewölbt). - Ziegeltrockenschuppen: Als aufgestelzte Fachwerkkonstruktion über dem Brennofen, horizontal verbrettert, bauzeitliche Sprossenfenster und Holzluken, Mittelteil basilikal unter flachgeneigtem Satteldach mit Dachüberstand überhöht, flachere Seitenteile mit Pultdächern gleicher Neigung. | 08958558 |
| Weitere Bilder                          | Denkmal für die Gefallenen des Ersten Weltkrieges | Mittelstraße 1 (vor) (Karte)                                       | nach 1918                  | Als schlichtes Mahnmal mit ortshistorischem Wert. Über quadratischem Grundriss sich oben verjüngende Stele aus grob behauenen Granitquadern mit eingelassenen Metalltafeln der Namen der Verstorbenen und um 1950 ausgetauschter Kunststeinplatte (Inschrift: „Die Toten mahnen / Nie wieder Krieg“). | 08958551 |
| Direkt Bild zu diesem Denkmal hochladen | Wohnhaus eines Bauernhofes, ohne Anbauten | Mühlenweg 17 (Karte)                                               | um 1850                    | Das Obergeschoss Fachwerk verkleidet, charakteristischer Bestandteil der alten Ortsstruktur mit bauhistorischer Relevanz. Das Erdgeschoss massiv und verändert, giebelseitig steinerne Fenstergewände, das Obergeschoss Fachwerk verbrettert, historische Vierflügelfenster mit festem Kämpfer, giebelseitige Galgenfenster, die Giebel (mit kleinem Rundbogenfenster) verschiefert, Schiefersatteldach. | 08958543 |
| Direkt Bild zu diesem Denkmal hochladen | Wohnstallhaus und Scheune eines Zweiseithofes | Mühlenweg 27 (Karte)                                               | 2. Hälfte 19. Jahrhundert  | Ein für Zschorlau stattlicher Bauernhof mit bauhistorischer und ortsbildprägender Bedeutung. - Wohnstallhaus: Das Erdgeschoss massiv, verputzt, die Fenster und Türen mit Granitgewänden, das Obergeschoss Fachwerk verbrettert, die Fenster in bauzeitlicher Größe, ein Satteldach mit stehenden Dachgaupen, - Scheune: Mit massivem Kellereingang aus Bruchsteinmauerwerk, Fachwerkkonstruktion verbrettert, Krüppelwalmdach, ortstypischer Stengelzaun. | 08958540 |
| Weitere Bilder                          | Schneeberger Revier: Fördergerüst, Schacht und Halde | Neustädtler Straße 13 (Karte)                                      | 1887/1888 (Fördergerüst)   | Landschaftsbildprägende Zeugnisse des Bergbaus, Fördergerüst als ältestes und als eines der wenigen überhaupt erhaltenen von großem Seltenheitswert in Sachsen, von besonderer technikgeschichtlicher, bergbaugeschichtlicher und ortsgeschichtlicher Bedeutung. Einzeldenkmale der Sachgesamtheit (siehe auch Sachgesamtheit 09301575): - Fördergerüst: 1887/1888 errichtet zwecks Erzförderung mittels Dampfförderanlage, ältestes in der DDR erhaltenes Fördergerüst, aus genietetem Eisenfachwerk mit Seilscheibe unter Wellblechdach, auf Betonfundamenten, Seilscheiben ursprünglich zur Führung von Flachseilen für den Turbinenbetrieb, heute montierte Seilscheiben für Rundseil-Betrieb (vom Neujahrschacht – vgl. Objekt 08958091 – stammend), - Schacht: 1838–1844 abgeteuft, tonnenlägiger Förderschacht, Erzförderung mit Doppel-Förderwagen auf Schienenstrecke, ursprünglich mit Pferdegöpel, ab 1887/1888 mit Dampfförderanlage, - Halde: Große flache Tafelhalde, bedeutende Schachtanlage im Schneeberger Revier, hier Förderung von Silber, Kobalt und Wismut, gehörte zum einstigen Grubenfeld der 1647 erstmals erwähnten Grube Türken (1745 Übernahme der Junge Türken Fundgrube durch die benachbarte Grube Jung Wildschwein, 1820 Vereinigung von Jung Wildschwein mit der Grube Bergkappe, 1880 Konsolidation von Bergkappe mit anderen Schneeberger Kobaltgruben zum Schneeberger Kobaltfeld), 1838–1844 Abteufen eines neuen Förderschachts (Türkschacht) durch die Grube Bergkappe, noch 1844 Errichtung eines Pferdegöpels zur Erzförderung, obwohl das Bergamt zu dieser Zeit bereits den Bau von Wassergöpeln und Wassersäulenmaschinen beförderte, Wasserhaltung mittels eines 1845–1848 installierten Radkunstgezeugs (Durchmesser des Kunstrades: 13,8 Meter), das die Fallhöhe zwischen dem Türkner Wasserlauf (Herleitung von Aufschlagwasser aus dem Zschorlaubach von einem 1848 errichteten Wehr über eine Rösche) und dem Hahnekräher Stolln (vgl. Objekt 08958014) nutzte, Ableitung des Aufschlag- und Grubenwassers über den Hahnekräher Stolln zur Grube Weißer Hirsch (vgl. Objekt 08958028, 08958029 und 08958032), 1886/1887 Ersatz des Kunstrades durch eine 1851/1852 gebaute Wassersäulenmaschine aus der Grube Weißer Hirsch (diese ebenfalls Teil des Schneeberger Kobaltfeldes), Einbau der Wassersäulenmaschine zwischen dem Türkner Wasserlauf und dem Hahnekräher Stolln (betrieb ein Drucksatz, Leistung: 7,8 PS, genutzte Fallhöhe: 28 Meter), 1887/1888 Neubau eines Fördergerüsts über dem tonnlägigen Schacht und Errichtung einer Dampfförderanlage mit liegender 34-PS-Zwillingsdampfmaschine, Pferdegöpel und Dampfförderanlage bis 1930 nebeneinander in Betrieb, dann Abbruch des Pferdegöpels (zu diesem Zeitpunkt der letzte im Schneeberger Revier erhaltene), 1946/1947 Übernahme verschiedener Schneeberger Schächte, darunter auch des Türkschachtes, durch die SAG Wismut im Zuge des Uranerzbergbaus, dieser verlagerte sich allerdings auf Niederschlemaer Flur, daher letztlich Stilllegung des Türkschachtes. | 08958581 |
| Weitere Bilder                          | Fördergerüst, Schacht und Halde des Türkschachts – Gesamtheit von Zeugnissen des Schneeberg-Neustädteler Bergbaus aus Tage- und Grubengebäuden, Halden, wasserbaulichen Anlagen usw. aus mehreren Jahrhunderten, darunter in der Gemeinde Zschorlau vorstehende Einzeldenkmale | Neustädtler Straße 13 (Karte)                                      | 15.–19. Jh.                | Eine inhaltlich und optisch zusammenhängende Entität von landschaftsgestaltender und ortsbildprägender Relevanz, für die Geschichte des Erzbergbaus in Sachsen von herausragender, vielschichtiger und teils auch singulärer Bedeutung. Sachgesamtheitsbestandteil der Sachgesamtheit Schneeberger Revier: (siehe Einzeldenkmale 08958581) sowie das Sachgesamtheitsteil: eine Halde (siehe auch Sachgesamtheitsliste der Gemeinde Schneeberg – Obj. 09301518) Als Sachgesamtheit im Schneeberger Revier mit folgenden Einzeldenkmalen in der Gemeinde Zschorlau: – 43. Objekt 08958581 – Türkschacht: Fördergerüst, Schacht und Halde (Zschorlau, Neustädtler Straße 13, Gemarkung Zschorlau, Flurstücke 1109/5, 1109/4, 1108/3, 1108/2) Sachgesamtheit Schneeberger Revier, mit folgenden Sachgesamtheitsteilen in der Gemeinde Zschorlau: - Halde südlich des Türkschachts (Gemarkung Zschorlau, Flurstücke 1109/16, 1113/2) | 09301575 |
| Direkt Bild zu diesem Denkmal hochladen | Abraumhalde einer ehemaligen Wismut-Schachtanlage | Rudolf-Breitscheid-Straße 25 (bei) (Karte)                         | um 1955                    | Ein bergbauliches Zeugnis mit ortsbildprägender, technikhistorischer und lokalgeschichtlicher Relevanz. Die Abraumhalde der Förderstätte Bergsegen 1 ist oberhalb des Sportplatzes gelegen, in Form einer Tafelberghalde, heute begrünt. | 08958513 |
| Weitere Bilder                          | Schule | Schulstraße 2                                                      | 1912–1913                  | Ein markantes Gebäude des Späthistorismus unter Reformstileinflüssen, interessant gegliederter Putzbau mit Uhrturm, mit ortshistorischer, baugeschichtlicher und ortsbildprägender Bedeutung. Über einem granitquaderverkleideten Hangsockel ein zweigeschossiger verputzter Winkelbau. Eine einspringende Ecke verbrochen und mit zweitem Obergeschoss unter einem gestuften Uhrturm unter einer Schieferdachhaube überhöht. Ein zweigeschossiger Kastenerker und Eingangsvorbau zur Auflockerung der Baumasse, die Fenster der Klassenräume erneuert, zum Teil bauzeitliche Innentüren, ein Schiefer-Walmdach mit langen Dachhechten. | 08958510 |
| Direkt Bild zu diesem Denkmal hochladen | Grubengebäude des Altbergbaugebiets im Gößnitzgrund mit Mundloch des St.-Anna-Stollns | Talstraße (Karte)                                                  | ab 15. Jahrhundert         | Überwiegend authentisch erhaltene, und ab den 1990er-Jahren aufgewältigte Untertageanlagen mehrerer Gruben, darunter die bedeutendste Silbergrube St. Anna am Freudenstein, Mundloch des St.-Anna-Stollns als einziges, überwiegend unverfälscht überliefertes Stollnmundloch, zusammen mit den erhaltenen und zugänglichen Stölln, Schächten, Erzabbauen und einer Radstube von bergbaugeschichtlicher und technikgeschichtlicher Bedeutung. Das Objekt erstreckt sich über drei Gemeinden: Zschorlau (OT Zschorlau, Gemarkung Zschorlau: Objekt 08958536), Schneeberg (OT Schneeberg, Gemarkung Neustädtel: Objekt 09306183), Aue (OT Auerhammer, Gemarkung Auerhammer: Objekt 09306184). Ein Altbergbaugebiet aus dem 15./16. Jahrhundert im Gößnitzgrund am Gleesberghang zwischen Aue und Zschorlau, zum Schneeberger Revier gehörig, ein Grubenfeld mehrerer Gruben, die hier zu unterschiedlichen Zeiten und zum Teil unter wechselnden Bezeichnungen vor allem Silbererze, zunächst aber auch Zinn- und Eisen-, später Kobalt- (Quarzit, für die Blaufarbenproduktion), Wismut- und zuletzt Wolframerze abbauten, bekannte Grubennamen waren: - Bernhardt Fundgrube - Gottes Schickung Fundgrube - Totengrube - Glück Stern Stolln - Silberkammer Fundgrube und Stolln - St. Anna am Freudenstein - Alter Freudenstein - Neuer Freudenstein - Maria Magdalena Stolln - Troster Stolln - Reich Gottes Fundgrube - Renkert Fundgrube - St. Brigitta Fundgrube - Vogelsang Fundgrube - Junge Rappolt Fundgrube Die Grube St. Anna am Freudenstein war dabei die bekannteste des Grubenfeldes, erstmals 1492 urkundlich erwähnt, bis 1872 betrieben, 1526 soll hier „das Erz über den Haspel gewachsen“ (Meltzer 1716, S. 903) sein (also gediegen bis an die Erdoberfläche gereicht haben), gehörte zudem zu den ersten Schneeberger Gruben, die ihre Schächte ausmauerten (ebenda, S. 186f.), Zur Ausprägung der Gruben- und Tagegebäude: Tageschächte über Tage ehemals mit hölzernen Kauen, Vortrieb von Stölln und Erzabbauen mittels Feuersetzen (Rußspuren an den Firsten, typische Ausweitungen) sowie mit Schlägel und Eisen, enge Stölln mit unregelmäßigen, ovalen und oftmals leicht geneigten Querschnitten (ursprünglich kein Gewölbeausbau der Mundlöcher), Haspelschächte zwischen den Abbauen, Besonderheiten: eine zirka 12 Meter hohe Radstube mit geschlägelten Vertiefungen für das hölzerne Kunstrad (nicht erhalten) sowie ein zirka 55 Meter langer, 6 Meter breiter und 5 Meter hoher Quarzabbau der sogenannten „Quarzzeche“ oder „Quarzhöhle“ (baute weißen Quarz für die Kobaltfarbenproduktion ab, urkundlich seit 1776 belegt, war ursprünglich ein Appart-Lehn der Bernhardt Fundgrube), eine Überformung der Grubenbaue durch nachfolgende Bergbautätigkeiten fand in diesem Gebiet kaum statt! Zu den heutigen Übertageanlagen: Neben wenigen Halden fallen heute über Tage vor allem die relativ aufwändig gestalteten, mit Trockenmauerwerk gefassten Mundlöcher ins Auge, die ebenso wie die Kauen reine, in den 1990er-Jahren entstandene Nachempfindungen von derartigen Anlagen in anderen Bergbaugebieten sind. Vielmehr wiesen die Stölln im Gößnitzgrund ursprünglich schlichte, unregelmäßige Öffnungen im gewachsenen Fels analog zum Mundloch des St.-Anna-Stollns auf. Die übertägigen Anlagen sind dementsprechend aufgrund fehlender Authentizität keine Denkmale! | 08958536 |
| Direkt Bild zu diesem Denkmal hochladen | Grenzstein zweier mittelalterlicher Herrschaftsgebiete | Talstraße (Karte)                                                  | um 1400                    | Als Bestandteil des Bergbauensembles um das Schaubergwerk St. Anna und als eines der ältesten Zeugnisse der deutschen Besiedlung des Westerzgebirges von hoher landesgeschichtlicher Relevanz. In natürliche Felsformation eingeschlagene Grenzzeichen der Familien von der Planitz aus Wiesenburg und von Tettau auf Schwarzenberg und Schönburger Herrschaft, heute Flurgrenze Aue(-Auerhammer) – Schneeberg-Neustädtel – Zschorlau. | 08958533 |
| Weitere Bilder                          | Ehemaliges Gaswerk (Halle mit Anbau) | Talstraße 1 (Karte)                                                | 1907                       | Ein zeittypischer Industriebau als Zeugnis der historischen Infrastruktur, von ortsgeschichtlicher und technikgeschichtlicher Bedeutung, heute Bestandteil des Bergbauensembles um das Schaubergwerk St. Anna am Freudenstein. Über einem Granitquadersockel ein verputzter Ziegelbau, einfache Gliederung durch Lisenen, glattgeputzte Ecklisenen und Faschen um Fensteröffnungen. Die Halle mit zwei Reihen Rundbogenöffnungen und bauzeitlichen Metallsprossenfenstern (straßenseitig hinter Fenstervermauerung erhalten), über einem leichten Metalldachstuhl flachgeneigtes Satteldach mit Überstand, seitlich je ein flacheres Bauteil mit entsprechenden Rundbogenfenstern und flachgeneigten Pultdächern. | 08958530 |
| Direkt Bild zu diesem Denkmal hochladen | Betriebsgraben der ehemaligen Holzschleiferei Auerhammer | Unterer Weg (Karte)                                                | um 1920                    | Zur komplexen Wasserkraftanlage eines ehemaligen Produktionsstandortes gehörig, von technikgeschichtlicher Bedeutung. Betriebsgraben beginnt auf Zschorlauer Flur an einem Wehr der Zwickauer Mulde (Zschorlauer/Bockauer Flur nahe dem Eisenbahntunnel der Eisenbahnstrecke Schwarzenberg–Zwickau, Bezeichnung: Wehr Auerhammer 1, Wehr-ID773 in der Wehrdatenbank des SMUL – Denkmalwert zu überprüfen!), breiter, teils mit Granit befestigter künstlicher Kanal am linken Muldentalhang unterhalb des Schneeberger Floßgrabens, endet am Rechenhaus in der Gemeinde Aue (vergleiche zugehörige bauliche und technische Anlagen in der Gemeinde Aue, Gemarkung Auerhammer, Flurstücke 57/8, 57/10, 57/11, 57/12, 58a, 59/3, 59/6, 59/8, 59/10, Objekt 08957512). | 08957513 |

## Albernau
| Bild                                    | Bezeichnung | Lage                              | Datierung                               | Beschreibung | ID       |
| --------------------------------------- | --- | --------------------------------- | --------------------------------------- | --- | -------- |
| Weitere Bilder                          | Straßenbrücke über die Zwickauer Mulde, den Floßgraben und eine Bahnlinie | Blauenthaler Straße (Karte)       | 2. Hälfte 19. Jahrhundert               | Eine Steinbogenbrücke in mächtiger Konstruktion, als technisches Denkmal mit verkehrsgeschichtlicher und ortsbildprägender Relevanz. Die Brücke liegt in den Gemeinden Zschorlau und Bockau (siehe auch Objekt 09306084). Eine dreibogige, hohe Steinbogenbrücke aus rosa Granitquadern, die Kämpferpunkte mit Stahlträgern provisorisch ertüchtigt, ein einfaches Geländer aus Metall und die Brückenkrone nicht bauzeitlich. Die denkmalgeschützte Brücke wurde im Jahr 2018 abgerissen und durch einen Neubau ersetzt. | 08958583 |
| Weitere Bilder                          | Gedenkstein | (Karte)                           | Ende 19. Jahrhundert                    | Auf der Kanzel (auch Hoher Felsen genannt) über dem Muldental, einfache Widmung mit lokalhistorischer Bedeutung. Auf dem Aussichtsfelsen zirka 40 Meter über dem Tal der Mulde ein oben abgerundeter Gedenkstein aus rotem Granit mit der Inschrift: „Allen Verehrern der Natur gewidmet“. | 08958570 |
| Weitere Bilder                          | Sachgesamtheit Schneeberger Floßgraben, mit Rechenhaus, Floßgraben und Floßgrabensteig in den Gemeinden Zschorlau (OT Zschorlau, OT Albernau), Aue (Gemarkungen Aue und Auerhammer) und Bad Schlema (OT Bad Schlema), davon gehören zum Teilabschnitt Zschorlau, OT Albernau: das Einzeldenkmal Rechenhaus (siehe Einzeldenkmal 08992432, Schindlerswerk 1) und der Sachgesamtheitsteil: Floßgraben mit Floßgrabensteig (siehe auch weitere Sachgesamtheitsbestandteile in den Sachgesamtheitsliste: Zschorlau, OT Zschorlau – Obj. 09301529, Aue-Bad Schlema, Stadt, OT Aue – Obj. 08957509 und Aue-Bad Schlema, Stadt, OT Bad Schlema – Obj. 09301528) | (Karte)                           | 1556–1559                               | Als bedeutendes Zeugnis der Markscheidekunst sowie der Brenn- und Bauholzflößerei zur Versorgung der Schneeberger Hütten- und Bergwerke, von bergbaugeschichtlichem, technikgeschichtlichem und regionalgeschichtlichem Wert. Die Schneeberger Schmelzhütten und Bergwerke waren, nachdem Brenn- und Bauholz aus der unmittelbaren Umgebung bereits knapp wurde, auf den teuren Holztransport mit Fuhrwerken aus entfernter gelegenen Waldgebieten angewiesen. Um die Transportkosten langfristig zu senken, kam es auf Grundlage der Vermessungsarbeiten des Markscheiders Christoph Kuntzmann zwischen 1556 und 1559 zum Bau eines über 15 km langen Floßgrabens von der Zwickauer Mulde bei Albernau bis Oberschlema. Ab 1560 wurde das benötigte Holz im wasserreicheren Frühjahr und Herbst aus den Wäldern der Auersbergregion nahe Eibenstock über die Zwickauer Mulde und den am linken Muldentalhang weitergeführten Floßgraben nach Oberschlema getriftet. Am dortigen Zechenplatz zwischengelagert, gelangte es anschließend mit Hilfe von Fuhrwerken nach zu den Abnehmern in Schneeberg. Zudem diente das Grabenwasser auch zur Beaufschlagung der Wasserräder nahegelegener Mühlen, Hammerwerke und anderer Gewerke, später auch zur Brauchwasserversorgung von Fabriken. Der Floßgraben ist heute trotz einiger Veränderungen durch Sanierungsmaßnahmen etwa im Jahr 1935 und ab 1991 oder durch seine Verkürzung durch den Wismutbergbau in Bad Schlema ein bedeutendes Zeugnis der zeitgenössischen Markscheidekunst und Holzwirtschaft. Aufgrund seiner Rolle zur Versorgung der Schneeberger Hütten- und Bergwerke sowie der Stadt Schneeberg selbst mit Brenn- und Bauholz ist der Floßgraben von bergbaugeschichtlicher, technikgeschichtlicher und regionalgeschichtlicher Relevanz. Schneeberger Floßgraben, auch Schlemaer oder Auer Floßgraben genannt: zwecks Holzflößerei angelegter Kanal zwischen Albernau und Schlema (Versorgung der Schneeberger Hütten- und Bergwerke mit Feuer- und Grubenholz, später zur Beaufschlagung verschiedener Mühlen sowie zur Brauchwasser nahegelegener Fabriken genutzt), angelegt zw. 1556 u. 1559, von der Zwickauer Mulde am Wehr beim Rechenhaus bei Albernau unweit von Bockau abzweigend (Rechenhaus 1559 als Wohnhaus des Floß- und Rechenmeisters erbaut, dort 1844 steinernes Wehr als Ersatz eines hölzernen errichtet, durch Hochwasser 1954 zerstört und nur noch in Resten erhalten), künstlicher Kanal mit parallelem Floßgrabensteig (Bediensteig für die Grabensteiger zwecks Kontrolle/Wartung und für die Flößerknechte während der Holztrift) von 15,3 km Länge und 1–1,5 m durchschnittlicher Breite (ursprünglich 1,8–2 m), Gefälle 1:220 m, verläuft am linken Muldenhang, überquert den Zschorlaubach mittels neu errichtetem Fluter sowie den Eisenbahntunnel der später erbauten Eisenbahnstrecke Schwarzenberg–Zwickau, zum Teil mit befestigtem Uferbereich aus Granitquadern, Ziegel oder Bruchstein, teils auch Beton, mit zahlreichen Überbrückungen zu Privatgrundstücken, noch heute Wasser führend, allerdings am Anfang und Ende nicht mehr der ursprünglichen Form entsprechend, ursprüngliches Ende beim Zechenplatz in Oberschlema, wurde hier durch Wismut-Uranbergbau unterbrochen, nach Sanierung des Deformationsgebietes Neuanlage des weiteren Grabenverlaufs durch den Kurpark, mündet heute mit einem Höhenunterschied von 70 m in den Schlemabach, in ca. 200 m Entfernung beim Zugang vom Unteren Weg zum Floßgraben in den Fels eingeschlagene Jahreszahl 1746 erkennbar, diente als Marker zur Unterteilung des Floßgrabens in Abteilungen (vgl. einen Grundriss vom Schneebergischen Flößgraben aus dem Jahr 1795: vorderer Floßgraben – „Oberschlemm bis zum Zschorlauer Wehr“, mittlerer Graben – „Zschorlauer Wehr bis zur Jahreszahl“, hinterer Floßgraben – „Jahreszahl bis zum Fassungspunkt“). | 09301527 |
| Weitere Bilder                          | Wohnhaus | Albernauer Hauptstraße 10 (Karte) | um 1850                                 | Ein charakteristisches Zeugnis der historischen Dorfstruktur, baugeschichtlich von Bedeutung. Das Erdgeschoss massiv, steinerne Tür- und Fenstergewände, zum Teil überputzt. Das Obergeschoss Fachwerk verbrettert, die Giebel dekorativ verschiefert, vierflügelige Fenster mit festem Kämpfer. Eine bauzeitliche Haustür mit ziergesprosstem Oberlicht, Krüppelwalmdach. | 08958568 |
| Weitere Bilder                          | Kriegerdenkmal für die Gefallenen des Ersten Weltkrieges | Farbmühler Berg (Karte)           | nachträglich bezeichnet 1923            | Ein massiges Denkmal mit ortshistorischer Relevanz. Über einem dreifach gestuftem Sockel ein massiges Denkmal aus groben Granitquadern, eingelegte Kupferplatten mit den Namen der Gefallenen in jugendstiligen Lettern, unterhalb der Mitteltafel ein grobes Relief eines Stahlhelms. Das Objekt wurde 2004 für die Gefallenen des Zweiten Weltkrieges erweitert. | 08958572 |
| Weitere Bilder                          | Parentationshalle auf dem Friedhof | Farbmühler Berg (Karte)           | um 1900                                 | Ein in formaler Übereinstimmung zur nahen Pfarrkirche angelegtes Zeugnis mit bauhistorischer Bedeutung, weitgehend authentisch erhalten. Über einem Granitsockel ein eingeschossiger Massivbau, die Eckquaderung aus Sandstein, die Tür- und Fenstergewände ebenfalls aus Sandstein. Eine bauzeitliche Tür unter Okulus, Schweifgiebel, ein verschieferter Dachreiter mit kupferner Welscher Haube. | 08958573 |
| Weitere Bilder                          | Kirche | Kirchstraße (Karte)               | 1896–1897, bezeichnet 1897              | Eine Saalkirche mit eingezogenem Chor und Südturm, als wesentlicher Bestandteil der alten Dorfstruktur in nüchtern-malerischer Deutscher Neorenaissance, baugeschichtlich, ortsgeschichtlich und ortsbildprägend von Bedeutung. | 08958571 |
| Weitere Bilder                          | Wohnhaus des Floß- und Rechenmeisters | Schindlerswerk 1 (Karte)          | erwähnt 1556                            | Im Kontext mit dem Schneeberger Floßgraben von großer bergbaugeschichtlicher und regionalgeschichtlicher Bedeutung, als spätere Ausflugsgaststätte auch von ortsgeschichtlicher Relevanz, zudem landschaftsbildprägend. Einzeldenkmal der Sachgesamtheit Schneeberger Floßgraben: (siehe auch Sachgesamtheit in der Gemeinde Zschorlau, OT Albernau – Obj. 09301527) Das Rechenhaus ist ein massives eingeschossiges Gebäude mit großzügigem Walmdach, schiefergedeckt, mit Dachreiter. Das Gebäude wurde 1556–1559 als Wohnhaus des Floß- und Rechenmeisters erbaut (auch „Huthäuschen“ genannt), infolge des Hochwassers 1694 neu errichtet, 1884 Umbau (erhielt jetziges Mansarddach mit Schopf), ab 1925 mit Dachreiter, befindet sich in unmittelbarer Nähe zur Wasserfassung des Schneeberger Floßgrabens: - Schneeberger Floßgraben, auch Schlemaer oder Auer Floßgraben genannt: zwecks Holzflößerei zw. 1556 u. 1559 angelegter, 15,3 km langer Kanal zwischen Albernau und Schlema (Versorgung der Schneeberger Hütten- und Bergwerke mit Feuer- und Grubenholz, später zur Beaufschlagung verschiedener Mühlen sowie zur Brauchwasser nahegelegener Fabriken genutzt), von der Zwickauer Mulde am Wehr beim Rechenhaus abzweigend (zunächst hölzernes Wehr, 1844 durch ein steinernes ersetzt, 1954 durch Hochwasser zerstört, seither nur noch in Resten im Flusslauf erhalten), ursprünglich am Schlemaer Zechenplatz endend (vgl. hierzu das Sachgesamtheitsdokument), - Floß- und Rechenmeister verantwortlich für das Sortieren des am Fangrechen eingetroffenen Holzes, das Einflößen des Triftholzes in den Floßgraben sowie für die Wartung und Bedienung der Wehranlage in der Zwickauer Mulde und, damit verbunden, für die Regelung des Wasserzuflusses in den Graben, zudem besaß er das Schankrecht, mit weiterer Wohnung für den Grabensteiger (verantwortlich für Kontrolle und Wartung des Floßgrabens), Gebäude nach der Abschaffung des Flößereibetriebs weiterhin als Wohnhaus dienend, 1925/1926 Umnutzung zur Ausflugsgaststätte, zu DDR-Zeiten HO-Gaststätte, seit 1956 Eigentum Gemeinde Albernau, 1997 saniert, weiterhin als Gaststätte genutzt. | 08992432 |
| Weitere Bilder                          | Wohnhaus | Schindlerswerk 2 (Karte)          | Ende 19. Jahrhundert                    | Ein Putzbau mit einfachen Schweizerstil-Einflüssen, als ehemaliges Wohnhaus für Verwaltungsangestellte des Blaufarbenwerks Bestandteil des technischen Denkmalensembles Schindlers Werk, von ortsgeschichtlichem Wert. Über einem hohen granitquaderverkleidetem Hangsockel ein zweigeschossiger Putzbau mit flachem zweiachsigem Mittelrisalit unter einem Dachhaus mit schlichtem Ziergespärre, einfache Putzgliederung durch Rauputz mit glatten Ecklisenen und Gurtbändern, flachgeneigtes Satteldach mit Überstand, originale Fenster mit Winterverglasung (2000). Giebelseitig ein hölzerner Verandenvorbau mit bauzeitlicher Verglasung und Sonnengiebeln. | 08958565 |
| Weitere Bilder                          | Wohnhaus | Schindlerswerk 3 (Karte)          | 1. Hälfte 19. Jahrhundert               | Das Obergeschoss Fachwerk verkleidet, als ehemaliges Arbeiterwohnhaus des Blaufarbenwerkes Bestandteil des technischen Denkmalensembles Schindlers Werk, mit sozialgeschichtlicher Bedeutung. Das Erdgeschoss massiv, Granitgewände, originale Achsaufteilung, das Obergeschoss Fachwerk verkleidet. Das Dach als Satteldach ausgeführt. | 08958559 |
| Weitere Bilder                          | Wohnhaus und Nebengebäude | Schindlerswerk 4 (Karte)          | Ende 19. Jh.                            | Ein Klinkerbau mit einfachen Schweizerstil-Einflüssen, als Bestandteil des technischen Denkmalensembles Schindlers Werk, mit bauhistorischer und ortsgeschichtlicher Bedeutung. Auf einem hohen Granitpolygonalsockel ein in den Hang gebauter eingeschossiger Bau in rotem Klinker, die Sandsteingewände mit Ableitungsbögen, originale Fensteranordnung, talseitig ein Zwerchhaus mit einfachem Schwebegiebel mit Ziergespärre und sandsteingewändetes Biforium, Dachüberstand, hangseitig vorgezogener Eingangsbereich. Das Nebengebäude auf hohem Polygonalmauerwerksockel, eingeschossiger Holzbau mit originaler Verbretterung, Holzfenster- und -türgewände, Satteldach mit Dachpappeneindeckung. | 08958561 |
| Weitere Bilder                          | Wohnhaus, mit seitlicher Stützmauer | Schindlerswerk 5 (Karte)          | 1. Hälfte 19. Jahrhundert               | Das Obergeschoss Fachwerk verkleidet, als ehemaliges Arbeiterwohnhaus des Blaufarbenwerks Schindlers Werk, mit Granit-Trockenmauern seitlich, im Kontext mit der Fabrik stehend, von baugeschichtlicher und sozialgeschichtlicher Bedeutung. Auf einem hohen Sockel mit Gewölbekeller, seitlich von Granit-Trockenmauern begrenzt, das Erdgeschoss massiv, Putzfaschen, das Obergeschoss Fachwerk, verkleidet, originale Fensterachsen im Erdgeschoss und Obergeschoss, Krüppelwalmdach. | 08958576 |
| Weitere Bilder                          | Wohnhaus, mit Hangstützmauern | Schindlerswerk 6 (Karte)          | 1. Hälfte 19. Jahrhundert               | Ein Arbeiterwohnhaus des Blaufarbenwerks Schindlers Werk, im Kontext mit der Fabrik stehend und von sozialgeschichtlicher Bedeutung. Auf hohem verputztem Sockel mit Gewölbekeller ein zweistöckiger Fachwerkbau, rundum verkleidet mit originalen Fenstergrößen. Ein steiles Satteldach, die Hangstützmauern aus Granit- und Feldsteinen. | 08958577 |
| Weitere Bilder                          | Wohnhaus | Schindlerswerk 7 (Karte)          | 1912                                    | Ein stattliches Gebäude in Formen zwischen Reformstil und traditioneller Schwarzwaldarchitektur, ehemals Wohnhaus für Verwaltungsangestellte des Blaufarbenwerks, Bestandteil des technischen Denkmalensembles Schindlers Werk, von bauhistorischem und ortsgeschichtlichem Wert. Über einem hohen granitquaderverkleideten Hangsockel ein zweigeschossiger Putzbau mit bauzeitlichem Rauputz. Einfache Putzfaschen um Fenster und Türen, bauzeitliche Fenster mit hölzernen Fensterläden (2000), zum Tal an jeder Gebäudeecke ein zweigeschossiger oktogonaler Kragerker mit eingestellten Ziersäulen. Ein hölzernes Vordach und an einer Giebelseite ein zweigeschossiger Holzbalkon, zum Teil bauzeitlich verglast. Das mächtige Krüppelwalmdach in der Art von Schwarzwaldhäusern, die Giebelflächen verkleidet, originale Haustür und historische Holzbank. | 08958564 |
| Weitere Bilder                          | Ehemaliges Gasthaus des Blaufarbenwerkes | Schindlerswerk 8 (Karte)          | 1902                                    | Das Gebäude, ursprünglich Gaststätte für die Arbeiter, später als Werkskantine genutzt, ist als Bestandteil des technischen Denkmalensembles Schindlers Werk von ortsgeschichtlicher Bedeutung. - Ein dreigeschossiger Bau mit halb freiliegendem Unter- und Kellergeschoss (Granitquader-Souterrain), ein nicht ausgebautes Dachgeschoss mit Kniestock und Hängesprengwerk für die Decke über Obergeschoss, Putzbau mit einfachen Schweizerstil-Motiven, flacher Mittelrisalit mit tief eingezogenem Eingang, bauzeitliche Haustür und Dachhaus mit schlichtem Ziergespärre, originale Segmentbogenfenster mit Kastendoppelfenstern (mit Galgen), verbretterter Drempelbereich, flachgeneigtes Satteldach mit weitem Dachüberstand. - Im Kellergeschoss ehemals Vorrats- und Lagerräume, Erdgeschoss Gaststube, Küche und „Herrenzimmer“ (Salonräume), im Obergeschoss Wohnräume und eine „Gaststube“ (Vereinszimmer), Leerstand; die tragenden Wände aus Ziegelmauerwerk: im 1. und 2. Obergeschoss 38 cm dick, Dachgeschoss 24 cm stark - Kellergeschoss: Kappengewölbe, - Erdgeschoss: Holzbalken mit Dielung, Einschub und Putzdecke, - Obergeschoss: Ehemals von einer an zwei Längsträgern eines Sprengwerks hängenden Balkendecke überspannt, starke Verfallserscheinungen an Dachkonstruktionen und Holzbalkendecken. | 08958563 |
| Weitere Bilder                          | Sachgesamtheit Blaufarbenfabrik »Schindlerswerk«, mit den Einzeldenkmalen: Herrenhaus (Kontor), Magazin, Labor, Kistenmacherei, Sägewerk, ehemaligem Maschinenhaus, Nassmühle, Entwässerung und Schlämmerei, Blaumühle, Fasspackerei und Trockenmühle, Mechanischer Werkstatt, Großer Hütte 1 und 2, Tonformerei und Sortiererei, Versand, Packerei, Schachtelhaus und zwei Schornsteinen | Schindlerswerk 9 (Karte)          | gegründet 1649 (Blaufarbenwerk)         | Als bedeutende Zeugnisse der frühen sächsischen Montanindustrie mit hoher technikhistorischer, baugeschichtlicher und ortsgeschichtlicher Relevanz (Bezeichnung der Gebäudeteile nach neuzeitlichem Werksplan), ehemals wichtiger Standort der vormals autarken Farbenproduktion. Geschichte: 1649 Gründung des Blaufarbenwerks durch Erasmus Schindler, um 1700 eigene Werksschule, 1720 Neubau Brett- und Sägemühle, um 1763 bestand Schindlerswerk aus Herrenhaus, Faktorei, Faktorenwohnungen, Vorratshäusern, Niederlagen und einer Mahl- und Schneidemühle, 1855 Umwandlung in eine Ultramarinfabrik, Ende des 19. Jahrhunderts Neubau Beamtenwohnhäuser, eigene Elektroenergieversorgung, 1886 Neubau Holzschleiferei und Pappenfabrik, 1948 VVB „Lacke und Farben“, Leipzig, ab 1949 einziger Hersteller von Ultramarinblau in der DDR, 1987 Sortimentserweiterung durch Fertigung von Anstrichstoffen, nach 1990 GmbH „Ultramarinfabrik Schindlerswerk“ Sächsische Blaufarbenwerk GmbH, in Betrieb, Ofenhaus vor 2015 zur Ruine geworden. Schutzgüter - A) Herrenhaus (Kontor) der bis 1855 Kobaltblau, danach Ultramarinblau herstellenden Fabrik: nach Brand des ursprünglichen Fachwerk-Obergeschoss Wiederherstellung in 2. Hälfte 19. Jh. als zweigeschossiger Putzbau mit sparsamer Putzgliederung durch profilierte Fenstergewände, Lisenen und Gurtbänder, spitzbogiges genutetes Portalgewände (um 1925), Satteldach mit zentralem Dachreiter und Zwerchhaus, im Erdgeschoss Kreuzgratgewölbe ohne Gurtbögen, zum Teil als mehrschiffige Hallen, bauzeitliche Eisentüren mit schlichten Bändern, Beschlägen und Schlössern, korbbogige Fensterlaibungen und Fenstervergitterung, historische Fenster, breites Treppenhaus. - B) Labor (ursprünglich wohl Torgebäude): im Kern 17. Jh., Außenbau verändert, zweigeschossiger Massivbau mit tiefansetzenden Kreuzgratgewölben in ehemaliger Durchfahrt und Nachbarraum, im Obergeschoss über ehemaliger Durchfahrt Kreuzgratgewölbe, korbbogige Fensterlaibungen und enorme Wandstärken. - C) Magazin: zweigeschossiger massiver Speicherbau des 17. Jh.? mit segmentbogigen Ladetüren, korbbogigen Laibungen in der Giebelseite und gewaltigen Wandstärken, traufseitig Ladetür im Obergeschoss mit Granitgewände, steiles Satteldach, verschiefert, im Innern ein großes Tonnengewölbe bis in den Dachstuhl, unterteilt von zwei schweren eingezogenen Balkendecken jeweils auf Granit-Konsolsteinen, Gebäudekonstruktion wohl von der Nickelhütte Aue, Blaufarbenwerk von 1635, übernommen. - D) Nassmühle/Ehemaliges Maschinenhaus (Wasserhaus), Sägewerk und Kistenmacherei: Putzbauten mit charakteristischen Rundbogenfenstern, flachgeneigte Satteldächer, mit metallener Radialsprossung und aufgeputzten Keilsteinen, im Innern des ehemaligen Wasserhauses bauzeitliche Türen von ca. 1855 und gotisierende gusseiserne Säulen, in der hangseitigen Wand zwei inzwischen zugesetzte Öffnungen für Wasserradwellen. - E) Entwässerung und Schlämmerei: 14-achsiger zweigeschossiger Putzbau mit Drempelgeschoss, flacher Mittelrisalit unter übergiebeltem Dachhaus, Fassadengliederung durch Rundbogenfenster im Erdgeschoss mit bauzeitlicher Radialsprossung und Kämpferband, Gurtbänder und -gesimse, Mittelrisalit mit einfacher Putzquaderung, flachgeneigtes Satteldach unter Schweizerstil-Einflüssen. - F) Blaumühle (ohne Aufzugsanbau): zweigeschossiger Putzbau mit zweiachsigem übergiebeltem Seitenrisalit und Thermenfenster, Fassadengliederung durch Lisenen und einfache Spiegel im Brüstungsbereich, schmale Gurtbänder aus glasierten Ziegeln, segmentbogige Fensterstürze aus Ziegel, historische Sprossenfenster, Drempel mit Schlitzfenstern, flachgeneigtes Satteldach. - G) Trockenmühle und Fasspackerei: dreigeschossiger traufständiger Putzbau mit Rundbogenfenster im Erdgeschoss, Gliederung durch Gurtgesimse und aufgeputzte, gequaderte Fensterumrandungen, bauzeitliche Fenster, neuzeitliche Einfahrten eingebrochen, flachgeneigtes Satteldach. - H) Große Hütte 1 und 2: eingeschossige Fabrikhallen unter Satteldächern mit hölzernem Dachstuhl, charakteristische Fassadengliederung durch Rundbogenfenster mit aufgeputzten Keilsteinen und bauzeitlicher Metall-Radialsprossung, im Innern Reihenbrennöfen aus Ziegel und Schamott-Tiegel zum Brennen von Ultramarinblau, über oktogonalem Sockel runde Esse aus Ziegel. - I) Packerei, Bäderei und Versand: zweigeschossiger Putzbau über T-förmigem Grundriss, ehemals Rundbogenfenster mit gequaderten Archivolten aus Putz, Fassadengliederung durch genutete Ecklisenen, umlaufende Gurtbänder und -gesimse im Erdgeschoss auf Kämpferhöhe, flachgeneigtes Satteldach. - J) Schornstein: über quadratischem Sockel sich verjüngende, oktogonale Esse aus Ziegel mit runder Aufmauerung. - K) Wohnhaus (ehemals „Schachtelhaus“): stark sanierter dreigeschossiger Putzbau mit einfacher Fassadengliederung durch Gurtbänder und -gesimse, aufgeputzte Fenstergewände, flachgeneigtes Satteldach. | 08958566 |
| Weitere Bilder                          | Wohnhaus | Schindlerswerk 10 (Karte)         | Mitte 19. Jahrhundert                   | Als sogenanntes Langes Haus der Pferdestall des Blaufarbenwerkes, Bestandteil des technischen Denkmalensembles Schindlers Werk, mit ortsgeschichtlicher Bedeutung. Ein langgestreckter zweigeschossiger Massivbau auf Granitquadersockel in 15:3 Achsen, im vorderen Teil Garagen und Ladeneinbau, Granittürgewände mit Gesimsverdachung, eine einfache Putzgliederung, im Giebel zwei Rundbogenfenster mit originaler Verglasung (2000), Satteldach, nach 1945 als Konsum genutzt. | 08958560 |
| Weitere Bilder                          | Wohnhaus | Schindlerswerk 11 (Karte)         | 1. Hälfte 19. Jahrhundert (Wohnhaus)    | Ein altes Kutscherwohnhaus des Blaufarbenwerkes, Fachwerkbau von hoher Authentizität, Bestandteil des technischen Denkmalensembles Schindlers Werk, mit ortsgeschichtlicher und bauhistorischer Bedeutung. Das Erdgeschoss aus Ziegelstein, verputzt, die Holztürgewände der 1920er Jahre, das Obergeschoss Fachwerk, mit Ziegeln ausgefacht, originale Fenstergrößen, im hinteren Teil verbrettert, an beiden Seiten ein extra verbretterter Aufgang zum Obergeschoss, Giebeldreieck verkleidet, das Dach als Satteldach. | 08958574 |
| Weitere Bilder                          | Fabrikantenvilla | Schindlerswerk 12 (Karte)         | um 1900                                 | Als Bestandteil des Denkmalensembles Schindlers Werk von bauhistorischem und ortsgeschichtlichem Wert. Ein Eingeschossiger gelber Klinkerbau auf unregelmäßigem Grundriss mit hohem Sockelgeschoss, die Gliederung durch Lisenen und Gurtbänder, die hochrechteckigen Fenster mit profilierter Bedachung auf Konsolen. Ein breites Kranzgesims mit Putzgliederung, die originale hölzerne Veranda mit originaler Verglasung, das Dach als Mansarddach mit stehenden Dachgaupen und runden Lukarnen aus Zinkblech. | 08958575 |
| Direkt Bild zu diesem Denkmal hochladen | Pappenfabrik (ehemals Papiermühle) der Blaufarbenfabrik »Schindlerswerk« | Schindlerswerk 14 (Karte)         | 1886, im Kern wohl älter (Pappenfabrik) | Ein von der Hauptfabrik etwas abgelegener Bestandteil des technischen Denkmalensembles Schindlers Werk, mit bauhistorischer, technikgeschichtlicher und ortsgeschichtlicher Bedeutung. | 08958562 |
|                                         | Wohnhaus (Umgebinde) | Teichstraße 10 (Karte)            | 1692 Dendro                             | Als Umgebindehaus für die Region seltenes Zeugnis bäuerlicher Fachwerk-Architektur in originalem Erscheinungsbild, baugeschichtlich von Bedeutung. Das Erdgeschoss massiv, der Türstock aus Granit, Umgebinde rechts 2/2 Joche, die Blockstube außen verputzt, hölzerne Fenstergewände, die Kopfbänder verblattet. Ein hohes Fachwerk-Obergeschoss über einer profilierten Schwelle und Stirnhölzern, die Fenster verändert. Ein verschiefertes, steiles Satteldach. Der Ursprungsbau mit hinterer Abseite, bei einer Renovierung um 1935 ein Anbau im Heimatschutzstil: Bruchsteinmauerwerk mit holzverkleidetem Aufsatz und Satteldach, bauzeitliche Fenster und Türen. Die Einfriedung als landschaftstypischer Stengelzaun, eine große Linde als Hausbaum. | 08958569 |

## Burkhardtsgrün
| Bild                                    | Bezeichnung               | Lage                              | Datierung                               | Beschreibung | ID       |
| --------------------------------------- | ------------------------- | --------------------------------- | --------------------------------------- | --- | -------- |
| Direkt Bild zu diesem Denkmal hochladen | Gedenkstein               | (Karte)                           | bezeichnet 1857                         | Ein Erinnerungsstein für E. W. T. Schulze, das schlichte Denkmal mit ortshistorischer Bedeutung. Es ist ein hochrechteckiger Granitquader mit der geschwärzten Inschrift: „E.W.T. Schulze 1857“.                                                                         | 08958579 |
| Weitere Bilder                          | Meilenstein               | Hauptstraße 7 (gegenüber) (Karte) | 2. Hälfte 19. Jahrhundert (Meilenstein) | Ein zum Kilometerstein umgearbeiteter, zirka ein Meter hoher, flacher Granitstein mit halbrundem Abschluss, die Kilometer- und Ortsangaben schwarz nachgezogen, die Kanten abgeschrägt, mit Inschrift: „Schneeberg 7,3 km / Neustädtel 5,6 km / Eibenstock 6,5 km“.      | 08958578 |
| Direkt Bild zu diesem Denkmal hochladen | Türstock eines Wohnhauses | Hauptstraße 28 (Karte)            | bezeichnet 1823                         | Das Korbbogenportal ist ein denkmalrelevanter Bestandteil eines Bauernhauses und von kunsthandwerksgeschichtlichem Wert. Es handelt sich um segmentbogige Granitgewände mit einfacher Profilierung und Ohren, Kämpferplatten, der Schlussstein bezeichnet „1823 C.S.F.“. | 08958580 |